# ساراتوگا (تگزاس)
ساراتوگا (به انگلیسی: Saratoga) یک منطقهٔ مسکونی در ایالات متحده آمریکا است که در شهرستان هاردین، تگزاس واقع شده‌است. ساراتوگا ۲۶٫۸۲ متر بالاتر از سطح دریا واقع شده‌است.